# Unterpräfektur Hidaka

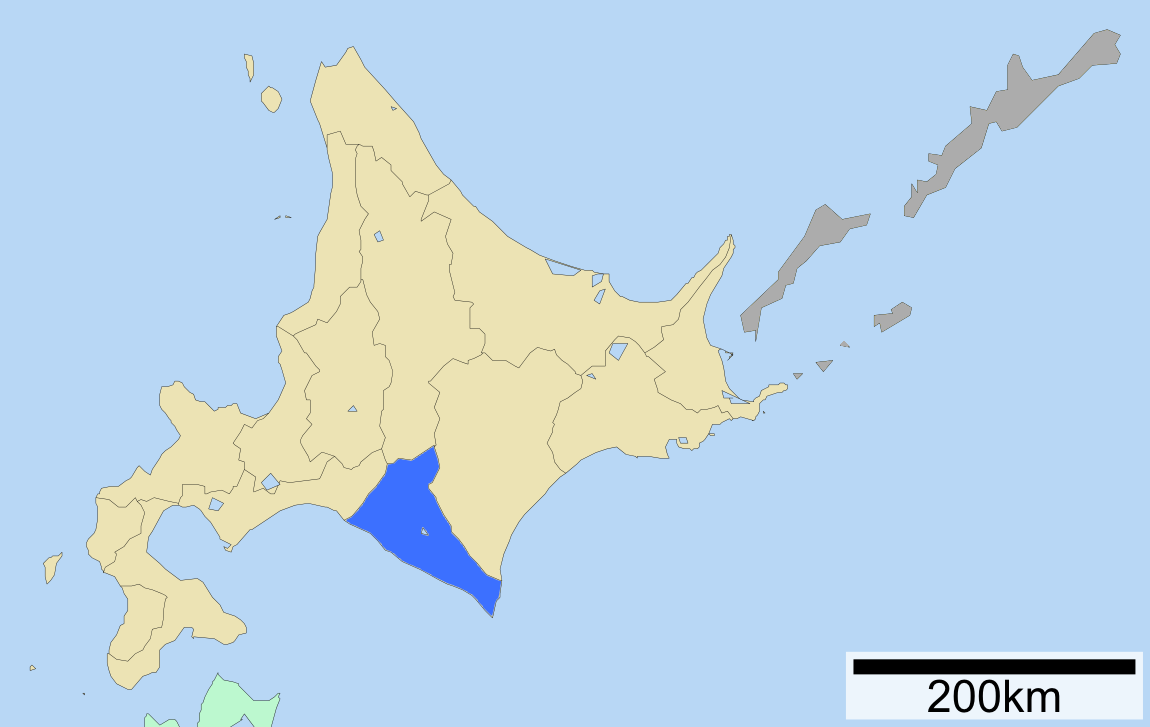
Lage der Unterpräfektur Hidaka

Hidaka (jap. 日高支庁, Hidaka-shinkō-kyoku) ist eine Unterpräfektur der Präfektur Hokkaidō. Sie hat eine Fläche von 4.811,91 km² und eine Einwohnerzahl von 82.281 (Stand: 30. September 2005).

## Geschichte
1897 wurde die Unterpräfektur Urakawa (浦河支庁, Urakawa-shichō) eingerichtet. 1932 erfolgte die Umbenennung in Unterpräfektur Hidaka (日高支庁, Hidaka-shichō). Hidaka war der Name einer gleichnamigen Provinz, die sich von 1869 bis 1882 hier vor Einrichtung der Präfekturen befand.
Bei der Neugliederung von Hokkaidō zum 1. April 2010 erfolgte die Umbenennung in Hidaka-shinkō-kyoku sowie die administrative Unterordnung unter die Unterpräfektur Iburi.

## Geografie
Die westlichen Ausläufer des Hidaka-Gebirges erstrecken sich über große Teile der Unterpräfektur. Hidaka ist schwach besiedelt und beherbergt viele von Hokkaidōs natürlichen Ressourcen.

## Verwaltungsgliederung

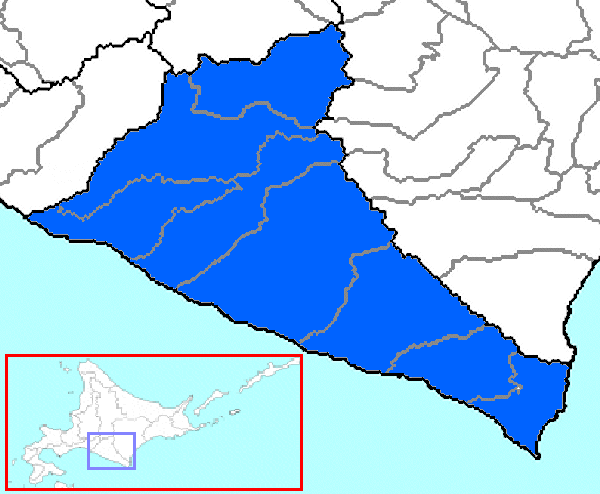
Gemeinden der Unterpräfektur Hidaka

In Hidaka befinden sich keine Großstädte (市, shi). Der Sitz der Unterpräfekturverwaltung befindet sich in Urakawa.

### Landkreise (郡,gun)
Liste der Landkreise der Unterpräfektur Hidaka, sowie deren Städte (町, chō) und Dörfer (村, mura).

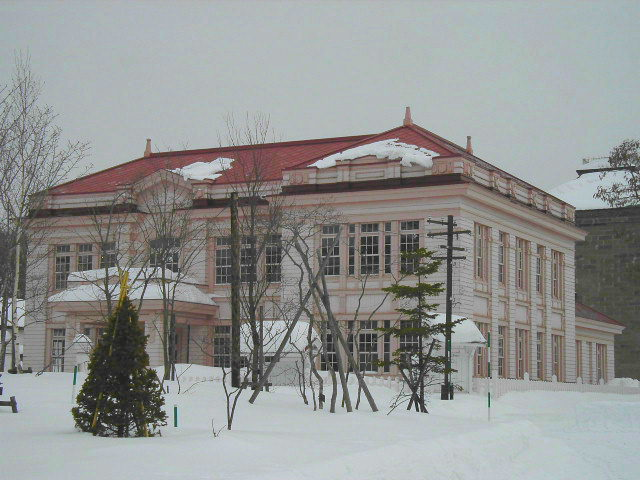
Sitz der ehemaligen Unterpräfekturverwaltung von Urakawa in Urakawa

- Hidaka
  - Shinhidaka
- Saru
  - Biratori
  - Hidaka
- Niikappu
  - Niikappu
- Urakawa
  - Sitz der ehemaligen Unterpräfekturverwaltung von Urakawa in Urakawa Urakawa
- Samani
  - Samani
- Horoizumi
  - Erimo

### Neugliederungen
- Am 1. März 2006 schlossen sich die Städte Mombetsu und Hidaka aus dem Landkreis Saru zur neuen Stadt Hidaka zusammen.
- Am 31. März 2006 schlossen sich die Städte Mitsuishi aus dem Landkreis Mitsuishi und Shizunai aus dem Landkreis Shizunai zur neuen Stadt Shinhidaka im ebenfalls neugeschaffenen Landkreis Hidaka zusammen. Die Landkreise Mitsuishi und der Shizunai wurden beide aufgelöst.